# Estonia danesa

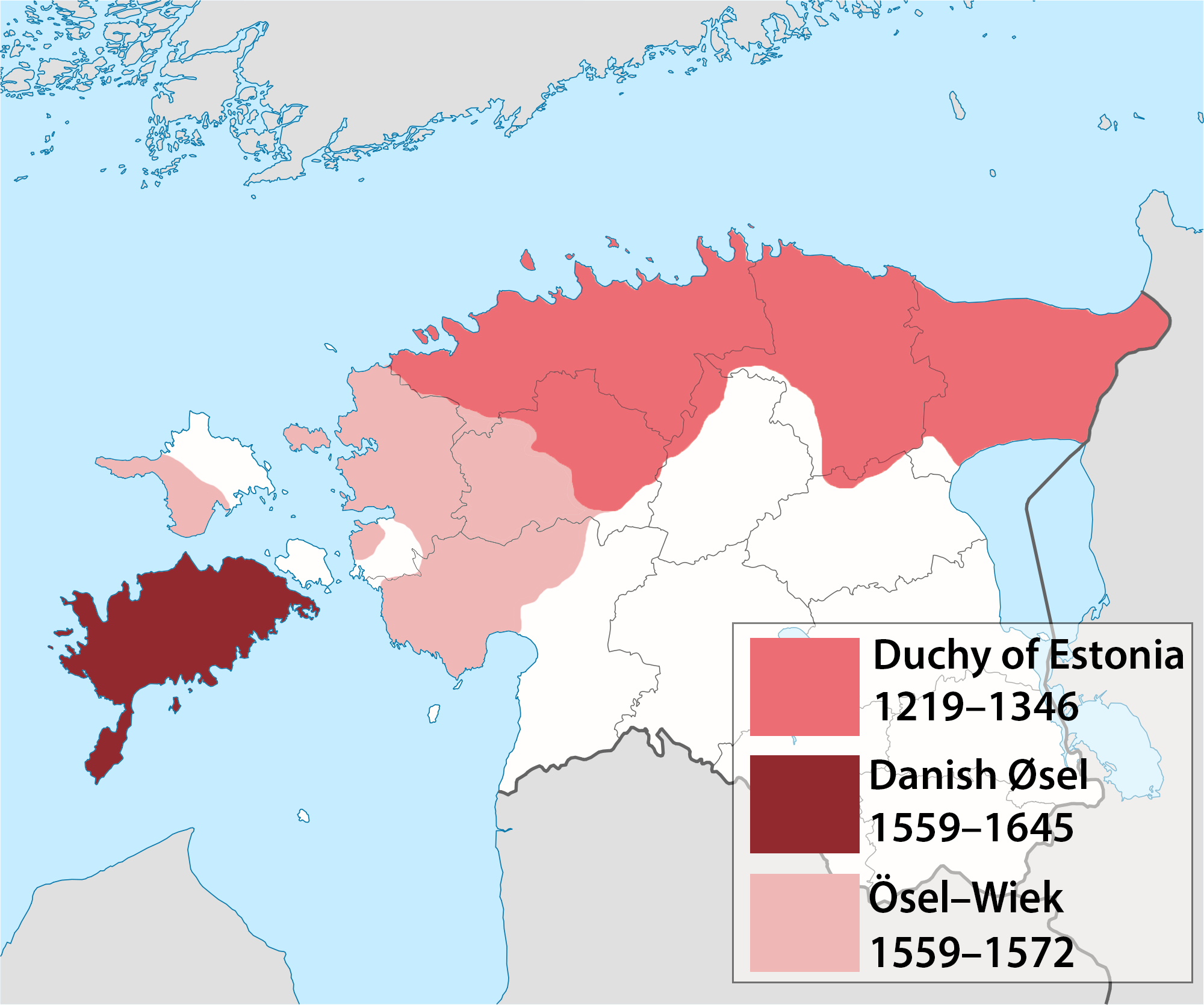
Territorios daneses en Estonia de 1219-1645

El ducado de Estonia (danés: Hertugdømmet Estland; latín: Ducatus Estoniae), también conocido como Estonia Danesa, fue un dominio directo del rey de Dinamarca desde 1219 hasta 1346, año en que fue transferido a la Orden Teutónica, convirtiéndose en parte del Estado Monástico de los Caballeros Teutónicos u Ordensstaat.
Dinamarca surgió como una gran potencia militar y mercantil en el siglo XII. Tenía interés en poner fin a los frecuentes ataques estonios que amenazaban su comercio báltico. Las flotas danesas atacaron Estonia en 1170, 1194 y 1197. En 1206, el rey Valdemar II y el arzobispo Andreas Sunonis lideraron una incursión en la isla Ösel (Saaremaa). Los reyes de Dinamarca reclamaron Estonia, lo cual obtuvo reconocimiento por parte del Papa. En 1219, la flota danesa desembarcó en el puerto principal de Estonia y derrotó a los estonios en la batalla de Lindanise que llevó al norte de Estonia bajo el dominio danés hasta el levantamiento estonio en 1343, cuando los territorios fueron tomados por la Orden Teutónica. Fueron vendidos por Dinamarca en 1346.

## Conquista danesa
Durante la cruzada de Livonia en 1218, el papa Honorio III le dio a Valdemar II una mano libre para anexarse la mayor cantidad de tierra que pudiera conquistar en Estonia. Además, Alberto de Riga, el líder de los cruzados teutónicos que luchan contra los estonios desde el sur, visitó al rey y le pidió que atacara a los estonios desde el norte. [4]  En 1219, Valdemar reunió su flota, unió fuerzas con la armada rugia dirigida por el príncipe Wizlav de Rügen, y desembarcó en la costa norte de Estonia en el puerto de Lindanise (ahora Tallin) en la provincia estonia de Revala. Según la leyenda, la bandera nacional de Dinamarca Dannebrog nació en este momento, cayendo del cielo durante un momento crítico en la lucha y ayudando a los daneses a ganar la batalla de Lindanise contra los estonios. La fecha de la batalla, el 15 de junio, todavía se celebra como Valdemarsdag (el "día de la bandera" nacional) en la actual Dinamarca.  La orden de los Hermanos de la Espada de Livonia había conquistado el sur de Estonia, mientras que Dinamarca había tomado el norte, y los dos acordaron dividir Estonia, pero se pelearon por las fronteras exactas. En 1220, el Rey de Dinamarca renunció a su reclamo sobre las provincias estonias del sur de Sakala y Ugaunia, que ya habían sido conquistadas por los Hermanos de la Espada. El obispo Albert cedió a Dinamarca las provincias estonias de Harria, Virumaa y Järva.
En 1227, los Hermanos de la Espada de Livonia conquistaron todos los territorios daneses en el norte de Estonia. Después de su derrota en la Batalla de Saule, los miembros sobrevivientes de la orden se fusionaron con la Orden Teutónica de Prusia en 1237. El 7 de junio de 1238, la Orden Teutónica concluyó el Tratado de Stensby en una fortaleza real en el sur de Zelanda con el Rey danés, Valdemar II. Según el tratado, Järva permaneció como parte del Ordenstaat, mientras que Harria y Virumaa fueron devueltas al Rey de Dinamarca como su dominio directo, el Ducado de Estonia. El primer duque de Estonia había sido nombrado por Valdemar II en 1220, y el título fue retomado por los reyes de Dinamarca a partir de 1269.
Debido a su condición de posesión personal del rey, el Ducado de Estonia se incluyó en una lista de impuestos nacional danesa Liber Census Daniæ (danés: Valdemar Sejrs Jordebog) (1220–41), un importante documento geográfico e histórico. La lista contiene alrededor de 500 nombres de lugares estonios y los nombres de 114 vasallos locales.
La capital de la Estonia danesa era Reval (hoy Tallin), fundada en el lugar de Lindanise después de la invasión de 1219. Los daneses construyeron la fortaleza de Castrum Danorum en la colina de Toompea. Los estonios todavía llaman a su capital "Tallin", que, según una leyenda urbana, deriva de Taani linna (ciudad o castillo danés). A Reval se le concedieron los derechos de la ciudad de Lübeck (1248) y se unió a la Liga Hanseática. Incluso hoy, la influencia danesa se puede ver en diferentes símbolos heráldicos: el escudo de armas de la ciudad de Tallin presenta la cruz danesa, mientras que el escudo de armas de Estonia representa tres leones similares al escudo de armas danés.
En 1240, Valdemar II creó el Obispado de Reval, pero, contrariamente al derecho canónico, se reservó el derecho de nombrar a los obispos de Reval a sí mismo y a sus sucesores como rey de Dinamarca. La decisión de nominar simplemente la Sede de Reval fue única en toda la Iglesia Católica en ese momento y fue disputada por los obispos y el Papa. Durante este período, la elección de los obispos nunca se estableció en Reval, y los derechos reales sobre el obispado y nominar a los obispos incluso se incluyeron en el tratado cuando los territorios se vendieron a la Orden Teutónica en 1346.
Mencionado por primera vez en 1240, el ducado estaba gobernado localmente por un virrey designado por el rey y que funcionaba como su plenipotenciario. El virrey tenía poderes administrativos, recaudaba los impuestos y mandaba a los vasallos y las tropas en caso de guerra. La mayoría de los virreyes eran de nacionalidad danesa o danesa-estonia. 
En Virumaa, los principales centros de poder fueron Wesenberg (Rakvere) y Narva, construidos en el lugar de las antiguas fortalezas estonias de Rakovor y Rugodiv. Wesenberg recibió los derechos de la ciudad de Lübeck en 1302 por el rey Erik Menved. Narva recibió estos derechos en 1345.
Los vasallos del rey danés recibieron feudos per dominum utile a cambio de servicios militares y judiciales. El juramento de los vasallos a un nuevo rey tuvo que ser jurado por un "año y un día". De los vasallos, el 80% eran alemanes de Westfalia, el 18% eran daneses y el 2% eran estonios. El cronista Ditleb Alnpeke (1290) se quejó de que el rey de Dinamarca aceptaba a los estonios como sus vasallos. El dominio danés fue más liberal a este respecto que el de los Hermanos de la Espada, en cuyos territorios no se permitió a los nativos convertirse en señores de los feudos. En 1248, los vasallos de Reval ya tenían un cuerpo legislativo local o ritterschaft.
El ejército danés solo visitaba la provincia ocasionalmente. En 1240-1242, Dinamarca fue a la guerra contra Novgorod e intentó extender su dominio a la tierra de los Votianos. El rey Valdemar envió a sus hijos Abel y Canuto para apoyar la campaña de sus vasallos, pero no ganaron ningún territorio nuevo. El rey danés Erik Plogpennig visitó Estonia en 1249, y la flota danesa navegó a Reval en 1268 y 1270 contra las amenazas rusas y lituanas.
En agosto de 1332, el rey Cristóbal II de Dinamarca murió y Dinamarca cayó en la agitación política. La provincia de Estonia se dividió entre un partido pro danés dirigido por el obispo Olaf de Reval y el partido pro alemán dirigido por el capitán Marquard Breide. Después de que los estonios de Harria se rebelaron en el levantamiento de la noche de San Jorge de 1343, la Orden Teutónica ocupó los territorios. El derrocamiento del gobierno danés se produjo dos días después de que la Orden sofocó la revuelta estonia, y el virrey danés fue encarcelado en cooperación con los vasallos proalemanes. Los castillos de Reval y Wesenberg fueron entregados a la Orden por el partido proalemán el 16 de mayo de 1343, y el castillo de Narva en 1345. En 1346, Estonia (Harria y Virumaa) se vendieron por 19 000 marcos alemanes a los teutónicos. Orden, a pesar de la promesa de Cristóbal II en 1329 de nunca abandonar o vender los territorios estonios de Dinamarca. El rey de Dinamarca incluso hizo una declaración pública arrepintiéndose por romper esa promesa y le pidió perdón al Papa. El cambio de soberanía de Dinamarca a la Orden Teutónica tuvo lugar el 1 de noviembre de 1346.
El título de "Duque de Estonia", que anteriormente había estado en manos de los reyes daneses, cayó en desuso durante la era de la Orden Teutónica y no fue revivido hasta 1456 por el rey danés Christian I. El título fue asumido por la monarquía sueca después de su conquista de Estonia durante la guerra de Livonia. El título luego se transfirió a los zares rusos después de su victoria en la Gran Guerra del Norte y continuó siendo un título subsidiario de los zares rusos hasta que la dinastía Romanov fue derrocada en 1917 durante la Revolución Rusa.

## Lista de virreyes
- Andreas Sunonis, Arzobispo de Lund, 1206, 1219 - 1221
- Saxo Aginsun 1248 - 1249
- Stigot Agison 1249
- Saxo 1254 - 1257
- Jakob Ramessun 1259
- Woghen Palissun 1266
- Siverith 1270
- Eilard von Oberch 1275 - 1279
- Odewart Lode 1279 - 1281
- Letgast 1285
- Friedrich Moltike 1287
- Johann Sialanzfar 1288
- Nils Axelsson 1296
- Nikolaus Ubbison 1298
- Johann Saxesson 1304
- Johannes Canne 1310
- Ago Saxisson 1312 - 1313
- Heinrich Bernauer 1313 - 1314
- Johannes Kanna 1323
- Heinrich Spliit 1329
- Marquard Breide 1332 - 1335
- Konrad Preen Jul 1340 - mayo de 1343
- Bertram von Parembeke 1343
- Stigot Andersson 1344 -1346

## Gobernadores de Ösel
- Heinrich Wulf 1562–1567
- Klaus von Ungern zu Dalby 1573–1576
- Johann von Mentz 1576–1584
- Mathias Budde 1584–1587
- Claes Maltesen Sehested 1599–1612
- Nils Kraggen 1612–15
- Jakob Wacke 1615–35
- Anders Bille 1635–43
- Ebbe Ulfeld 1643–45